# Zitouna Sports
La Zitouna Sports (arabe : الزيتونة الرياضية) est un club omnisports tunisien fondé en 1927 et basé dans la ville de Tunis.

## Histoire
Le club est lancé en 1927 par un groupe d'étudiants de la mosquée Zitouna épris de sport, à l'instar de Mohamed Nechi, Ahmed Kheireddine, Hamadi Ben Azzouz, Taieb Miladi, Jameleddine Bousnina et Ahmed Doraï.
Il s'agit au début d'une association scolaire de pratique du football créée, sous la direction de l'entraîneur Égyptien Abdelhamid Ghalleb, en vue de faire face à une situation qui n'encourage pas les Tunisiens à faire du sport et de lutter contre les préjugés à l'égard du sport chez de nombreux Tunisiens. La couleur d'origine est le rouge, avec l'étoile et le croissant qui correspondent aux couleurs nationales. Le siège du club se situe au numéro 12 de la rue Kebda à Bab Souika.
En 1932, le club commence à diversifier ses activités et créé une section d'athlétisme composée d'une douzaine athlètes dont Hamadi Chennoufi, Salah Khémissi, Mabrouk Ben Abdessemad, Sadok Ben Ali, Malek Rezgui, Driss Chalouah, Béchir Labben, Bouaziz Ben Mohamed, Rachid et Noureddine Cherif, qui obtiennent des résultats honorables dans les compétitions nationales et notamment dans le championnat scolaire. Mais lorsque le grand imam de la Zitouna l'apprend, il les blâme car le sport est, selon lui, contraire aux principes de dignité et de décence de la mosquée. Le club devient donc en 1933 une association civile mais doit attendre jusqu'au 31 décembre 1938 pour obtenir son visa.
Ses dirigeants Hamadi Ben Azzouz, Taieb Miladi et Mohamed Salah Bergaoui décident d'abandonner le football et de s'orienter vers les sports qui ne trouvent pas beaucoup d'intérêt au sein des autres associations sportives. Ainsi plusieurs sections voient le jour : la gymnastique en 1934, la boxe et le culturisme en 1936, le baseball en 1938, le basket-ball en 1939, le volley-ball en 1940 et la natation en 1941. Mais c'est en 1947 que la Zitouna crée l'événement avec la constitution d'une équipe féminine de basket-ball, ce qui fait l'effet d'un séisme à l'époque avec les sœurs Ben Abdallah, les sœurs Jamel, Leïla Halouani (qui aura par la suite son émission radiophonique) et Ferida Klibi (qui est également la première athlète musulmane et qui se spécialise dans le lancer du javelot). Cette section connaît certes une existence éphémère mais elle inaugure l'intérêt du club pour le sport féminin. C'est aussi le premier club tunisien à compter dans sa direction une jeune fille : Dorra Belkhouja en 1959 puis Ouahida Mennina (future Souhabi) en 1963. 
La Zitouna souffre néanmoins de l'absence d'équipements et de terrains pour ses nombreuses sections, ce qui engendre la dissolution de ses équipes seniors de basket-ball, de volley-ball et de handball féminin. Ainsi après avoir obtenu un terrain à Sidi El Bahri (Bab El Khadra), elle se heurte à l'opposition des citoyens qui y voient une profanation d'un ancien cimetière. Elle finit par avoir gain de cause en 1947 et met en place un terrain de basket-ball et de volley-ball, une piste d'athlétisme et une salle de gymnastique. Toutefois, en 1959, ce terrain est démoli dans le cadre de l'aménagement urbain de la capitale. La Zitouna est compensée par l'ancien terrain du Stade gaulois mais celui-ci est récupéré par la suite pour construire le local de la Banque centrale de Tunisie. Le club continue à vivre de promesses en attendant des jours meilleurs.

## Présidents
- Tahar Sfar (1930-1931)
- Mohamed Ali Khairallah (1932-1934)
- Mohamed Salah Bergaoui
- Hamadi Ben Azzouz (1937-1938)
- Taieb Miladi (1940-1941)
- Béchir Hamza (1951-1956)
- Ahmed Ounaies (1958-1960)
- Hamadi Ben Azzouz (1961-1967)
- Hassouna Jouini (1967-1971)
- Mamoun Ben Saïd (1971-1972)
- Ali Daldoul
- Abderrahmane Tlili
- Taoufik Chammari (1991-1994)
- Taieb Litaiem
- Faouzi Ben Chaâban
- Hichem Ben Ahmed
- Tahar Snoussi
- Mohamed Ben Dekhil
- Rachid Barouni
- Souheil Nabli
- Lotfi Maktouf

## Basket-ball
La section de basket-ball a obtenu le palmarès suivant dans les diverses compétitions nationales :
- Championnat de Tunisie masculin de basket-ball (1) :
  - Vainqueur : 1973
- Coupe de Tunisie masculine de basket-ball (3) :
  - Vainqueur : 1959, 1967, 1969
- Championnat de Tunisie féminin de basket-ball (8) :
  - Vainqueur : 1974, 1975, 1976, 1977, 1978, 1979, 1980, 1981
- Coupe de Tunisie féminine de basket-ball (13) :
  - Vainqueur : 1966, 1971, 1973, 1974, 1975, 1977, 1978, 1979, 1980, 1981, 1997, 1999, 2004

## Handball
- Championnat de Tunisie féminin de handball (3) :
  - Vainqueur : 1966, 1970, 1971
- Coupe de Tunisie féminine de handball (2) :
  - Vainqueur : 1970, 1972

## Volley-ball
La section de volley-ball est l'une des premières à voir le jour en Tunisie. Elle participe à la première compétition organisée à partir du 12 juillet 1942 sous le nom de « coupe de la propagande » ; elle y est représentée par deux équipes la Zitouna Sports 2 qui termine cinquième et de la Zitouna Sports 1 qui termine sixième. La même année, l'équipe dispute la première coupe de Tunisie le 26 septembre 1942 et la remporte contre l'Alliance sportive par deux sets à zéro (15-10 et 15-9) ; elle est représentée par Moncef Klibi, Mohamed Ali Ben Amara, Néjib Bouziri, Mohamed Ghedamsi, Mahmoud Ghedamsi, Abdelaziz Kabadou, Naceur Mhiri et Taieb Sayaâ. Elle récidive en 1947 en battant en finale l'Association sportive populaire (3-0).
La section de volley-ball a obtenu le palmarès suivant dans les diverses compétitions nationales :
- Coupe de Tunisie seniors garçons avant 1956 (2)
  - Vainqueur : 1942, 1947
- Coupe de Tunisie seniors garçons depuis 1956 (0) :
- Coupe de Tunisie seniors filles depuis 1959 (0)
  - Finaliste : saison : 1984-1985
- Coupe de Tunisie juniors (1) :
  - Vainqueur : 1969
- Championnat de Tunisie cadettes (2) :
  - Vainqueur : 1985, 1986
- Coupe de Tunisie cadettes (7) :
  - Vainqueur : 1983, 1984, 1985, 1986, 1987, 1988, 1995

## Athlétisme
- Championnat de Tunisie (20) :
  - Vainqueur : 1963, 1965, 1968, 1973, 1974, 1975, 1976, 1977, 1978, 1979, 1980, 1981, 1982, 1983, 1984, 1985, 1986, 1987, 1988, 2011
- Principaux résultats de 1932 à 1955[2] :
  - Béchir Labben : champion de Tunisie de cross-country juniors et du 3 000 m steeple, deuxième catégorie, en 1934 ;
  - Hamda Ben Ali : champion de Tunisie du 10 000 m, deuxième catégorie, en 1934 ;
  - Mokhtar Jendoubi : champion de cross-country juniors en 1935 et 1936 ;
  - Abdelaziz Chaouachi : champion de Tunisie du 100 m en 1939[3]
  - Ezzeddine Chennoufi : champion du 200 m en 1939 ;
  - Jerad : champion du 1 500 m en 1939 et 1940 ;
  - Brahim Tounsi : champion du cross-country cadets en 1940 ;
  - Sayadi : champion du 1 500 m en 1941 ;
  - Bououn : champion du 5 000 m et du 10 000 m en 1942 et du 3 000 m steeple en 1944, 1945 et 1946 ;
  - Hechmi : champion du saut en hauteur en 1944 ;
  - Omar Barnaoui[4] : champion du 800 m en 1944 ;
  - Équipes : champion du 4 x 400 m en 1944 et 1947 ;
  - Habib Braiek : champion du cross-country en 1946, 1948, 1949, 1950 et 1951 ; champion du 5 000 m et du 10 000 m en 1946, 1947 et 1948 ;
  - Mohamed Mokhtar Ben Taleb : champion du cross-country et des 800 et 1 500 m en 1947 puis du 5 000 m et du 3 000 m steeple en 1949 ;
  - Équipes en cross-country : vainqueur en seniors et juniors en 1947, en cadets, juniors et seniors en 1948, en juniors et seniors en 1949 et en cadets, juniors et seniors en 1950 ;
  - Mohamed Ben Mansour : champion juniors de cross-country en 1948 et 1950 puis du 5 000 m seniors en 1951 ;
  - Sadok Gmati : champion du 1 500 m en 1948 ;
  - Abderrazak Srayri : champion du 800 m en 1948 ;
  - Hassouna Jouini : champion du 3 000 m steeple en 1948 ;
  - Msibih : champion de Tunisie du 10 000 m en 1949 et 1950 ;
- Titres obtenus de 1956 à 2015 : l'équipe remporte 341 titres sur piste et quinze titres de cross-country. Les plus titrés sont :
  - 32 : relais féminin ;
  - 21 : Sonia Aggoun ;
  - 14 : relais masculin, Kawther Akrémi ;
  - 12 : Rachida Oueslati ;
  - 11 : Latifa Nefzaoui ;
  - 10 : Basma Gharbi, Sarra Touibi ;
  - 9 : Mokhtar Herzi, Selma Anane ;
  - 8 : Fatma Ben Hdhar, Rym Selma Ben Achour, Abir Nakhli ;
  - 7 : Aida Sallem, Ali Karabi, Mohamed Belkhouja, Nabila Mouelhi, Hamdi Mhirsi ;
  - 6 : Abdessattar Mouelhi, Eya Lakhal.